# Чучелов, Борис Алексеевич
Борис Алексеевич Чучелов (8 (21) июня 1916, Тосно, Царскосельский уезд, Петроградская губерния, Российская империя — 27 августа 1983, Новгород, СССР) — советский футболист, нападающий. Мастер спорта СССР. Награждён медалью «За оборону Ленинграда».
Родился в селе Тосно, через четыре года, после смерти отца-железнодорожника, вместе с семьёй переехал в Чудово Новгородской губернии, где жили родственники. Окончил школу-семилетку, школу фабрично-заводского ученичества (Грузино). Получил специальность токаря 4-го разряда, работал на спичечной фабрике «Пролетарское знамя», учился в ленинградском техникуме физкультуры, вернулся в Чудово, где отвечал за физкультурно-спортивную работу на стекольном заводе «Восстание» и выступал за футбольную команду (1932—1936). В 1937—1939 годах выступал за ленинградский Техникум физкультуры. В 1939 году в составе «Электрика» провёл 4 игры и забил 2 гола в группе «А» чемпионата СССР, следующий год провёл вместе с командой в группе «Б». В 1941 году перешёл в «Зенит», сыграл 3 матча в прерванном из-за войны чемпионате.
После войны отыграл в «Зените» три чемпионата и из-за устроенного в команде омоложения состава перешёл в 1948 году в московский «Спартак». На следующий год вернулся в Ленинград, где три года выступал за «Динамо».
Скончался 27 августа 1983 года в новгородской больнице ПО «Азот» (ныне — ОАО «Акрон»), где проходил курс лечения в связи с онкологическим заболеванием. Похоронен в деревне Лука.

## Достижения
- Кубок СССР:

Обладатель: 1944
Финалист: 1948
- Бронзовый призёр чемпионата СССР 1948